# Puntia
Puntia  é um gênero botânico da família Lamiaceae.

## Espécie
Puntia stenocaulis

## Nome e referências
Puntia I.C.Hedge